# Pałac w Komorowicach (powiat wrocławski)
Pałac w Komorowicach – zabytkowy pałac w miejscowości Komorowice.

## Historia
Pałac wybudowany został w 1529 przez Melchiora Hirscha von Kaltenbrunna (zm. 1541) z Mysłakowa (niem. Kaltenbrunn); żonatego z Urszulą von Jenckwitz (zm. 1546). Małżeństwo miało syna Melchiora juniora, żonatego z Urszulą von Morenberg, który z kolei miał dwie córki: Annę i Helenę. W latach 1650–1654 jego właścicielem był Karl von Luttwitz (zm. 1653), który ożenił się z Ewą von Rehdiger, panią na włościach do 1662, kiedy powtórnie wyszła za mąż za Georga von Kaltenbrunna (zm. 1671). Następnie majątek odziedziczył ich syn Georg Albrecht właściciel do lat 80. XVII w., który ożenił się z Marią von Luttwitz. Małżeństwo miało dzieci urodzone w latach 1676, 1677 i 1684.

## Opis
Obiekt postawiony na planie podkowy, kryty dachem czterospadowym. Pierwotnie renesansowy zamek, przebudowany w latach 1566–1570 i w 1700 r. Kolejna przebudowa miała miejsce w drugiej połowie XIX w. Zabytek jest częścią zespołu pałacowego, w skład którego wchodzi jeszcze park. W drugiej kondygnacji wieży mad otworem okiennym znajduje się kwadratowa płycina z herbem von Kaltenbrunn podtrzymywanym przez dwóch mężczyzn.

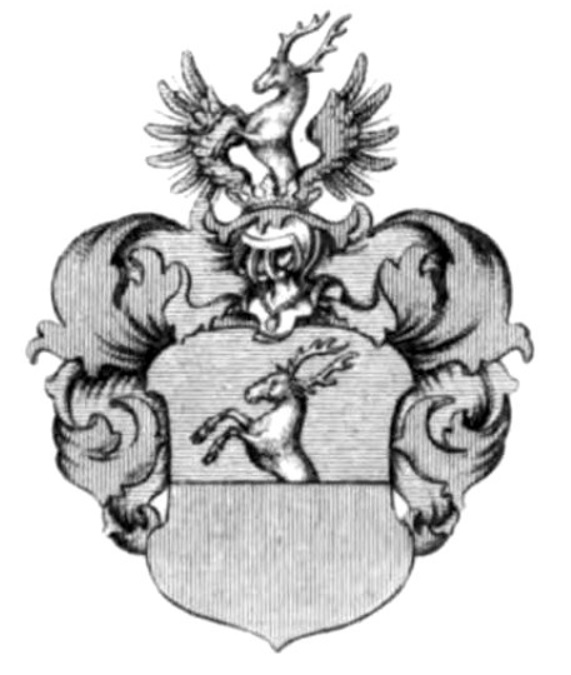
Herb Hirsch von Kaltenbrunn